# Kievoffensief

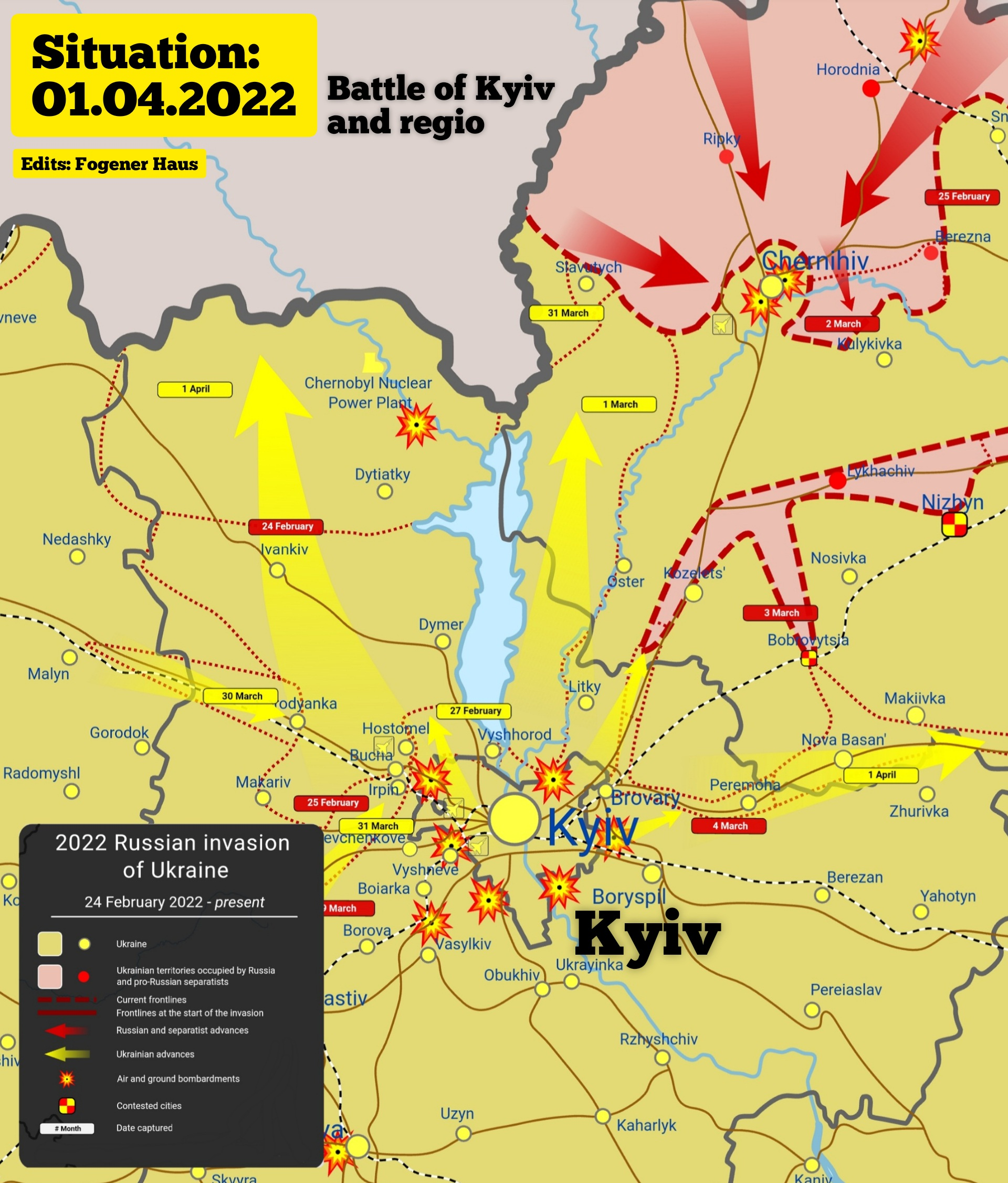
Kievoffensief op 1 april 2022

Het Kievoffensief begon op 24 februari 2022 als een militair offensief door de Russische strijdkrachten tijdens hun invasie in Oekraïne.

## Verloop van het offensief
In de ochtend van donderdag 24 februari 2022 lanceerden Russische troepen aanvallen op Luchthaven Kiev Boryspil en de luchthaven Hostomel, twee luchthavens gelegen aan de rand van Kiev. Russische parachutisten landden op Hostomel en namen korte tijd de controle over. Hierna werd hevig gevochten om controle van de luchthaven. Russische troepen, die zich vóór het begin van de invasie hadden verzameld in Wit-Rusland, staken de grens over naar Oekraïne. Ze namen de controle van de kerncentrale van Tsjernobyl over, na een schermutseling met Oekraïense troepen.

## Slag om Kiev
Volgens Oekraïense autoriteiten begonnen Russische strijdkrachten met artillerie- en raketaanvallen op doelen in de stad Kiev. In de nacht van 24 februari verklaarde de Oekraïense president Volodymyr Zelensky dat "subversieve groepen" Kiev naderden. Nadat de Russische troepen zich uit het gebied rond Kiev (en elders in Oekraïne) hadden teruggetrokken, vonden aldaar op 15 april zware bombardementen plaats.